# إيرين فوستر
إيرين فوستر (بالإنجليزية: Erin Foster)‏ هي ممثلة أمريكية، ولدت في 23 أغسطس 1982 بلوس أنجلوس في الولايات المتحدة.

## أعمال

### أفلام
- (2004) هاتف خلوي[5]

### مسلسلات
- لوس أنجلوس
- بنات غيلمور
- هاوس

## وصلات خارجية
- إيرين فوستر على موقع IMDb (الإنجليزية)
- إيرين فوستر على موقع ألو سيني (الفرنسية)
- إيرين فوستر على موقع أول موفي (الإنجليزية)
- إيرين فوستر على موقع قاعدة بيانات الفيلم (الإنجليزية)
- إيرين فوستر على موقع كينوبويسك (الروسية)